# Lymantria lepcha
Lymantria lepcha là một loài côn trùng trong họ Erebidae. Loài này được Moore miêu tả khoa học đầu tiên.
Đây là loài gây hại của cây Sonneratia acida, phát triển phổ biến ở Indonesia.